# Greer (Arizona)
Greer es un lugar designado por el censo ubicado en el condado de Apache en el estado estadounidense de Arizona. En el Censo de 2010 tenía una población de 41 habitantes y una densidad poblacional de 48,16 personas por km².

## Geografía
Greer se encuentra ubicado en las coordenadas 34°0′24″N 109°27′37″O / 34.00667, -109.46028. Según la Oficina del Censo de los Estados Unidos, Greer tiene una superficie total de 1.37 km², de la cual 1.37 km² corresponden a tierra firme y (0.19%) 0 km² es agua.

## Demografía
Según el censo de 2010, había 41 personas residiendo en Greer. La densidad de población era de 48,16 hab./km². De los 41 habitantes, Greer estaba compuesto por el 97.56% blancos, el 0% eran afroamericanos, el 0% eran amerindios, el 0% eran asiáticos, el 0% eran isleños del Pacífico, el 2.44% eran de otras razas y el 0% pertenecían a dos o más razas. Del total de la población el 12.2% eran hispanos o latinos de cualquier raza.